# إسراء جعابيص
إسراء رياض جميل جعابيص أسيرة فلسطينيّة مُحرَّرَة (مواليد 22 تموز1986) في منطقة جبل المكبر القدس  تحمل هوية القدس، وهي متزوجة ولديها طفل يدعى معتصم وكان عمره 6 أعوام عندما اعتقلت

## حياتها
كانت تدرس إسراء في السنة الثانية بالكلية الأهلية في بلدة بيت حنينا شمالي القدس في تخصُّص التربية الخاصة، وكانت تعمل مع المسنِّين إلى جانب المشاركة في الفعاليات الترفيهية في المدارس والمؤسسات.

## الحادث
في يوم 11 أكتوبر 2015 كانت إسراء في طريقها من مدينة أريحا إلى مدينة القدس؛ حيث كانت تعمل في مدينة القدس يوميّاً وكانت تنقل بعض أغراض بيتها إلى سكنها الجديد بالقرب من مكان عملها، وفي ذلك اليوم كانت تحمل معها أنبوبة غاز فارغة وجهاز تِلفاز، وحسب ما ذكرت إسراء للمحققين كانت تشغل المكيف ومسجل السيارة.
عندما وصلت إسراء قبل حاجز الزعيم بأكثر من 1500متر تعطلت السيارة قربَ مستوطنة معاليه أدوميم، وحدث تماس كهربائي وانفجرت الوسادة الهوائية في السيارة الموجود بجانب المِقوَد، وهو موجود أصلًا للتقليل من مضاعفات حوادث السير، واشتعلت النيران داخل السيارة فخرجت إسراء من السيارة وطلبت الإسعاف من رجال الشرطة الإسرائيليين القريبين من مكان الحادث إلا أن أفراد الشرطة لم يقدِّموا لها الإسعاف واستنفروا وأحضروا المزيد من رجال الشرطة والأمن. وأعلنت الشرطة في البداية أنه حادثُ سير عادي، ثم ما لبث الإعلام العبري أن عدَّ ما حصل عمليةً لاستهداف الجنود الإسرائيليين، واكتشفَ المحققون التلفازَ مع أنبوبة الغاز الفارغة، وانفجارَ الوسادة الهوائية في السيارة وليس أنبوبة الغاز، وعلموا أن تشغيل المكيف منعَ انفجار زجاج السيارة، لكنَّ المخابرات الإسرائيلية ادَّعَت أن إسراء كانت في طريقها لتنفيذ عملية.

## الاعتقال والمحاكمة
اعتقلت الشرطةُ الإسرائيلية إسراء، وعقدت لها السُّلطات الإسرائيلية عددًا من الجلسات داخل المستشفى؛ لصعوبة نقلها إلى المحكمة بسبب حالتها الصحِّية الحرجة، ووجَّهَت لها لائحة اتهام بمحاولة تنفيذ عملية وقتل يهود بتفجير أنبوبة غاز. مع العلم أن الأنبوبة كانت فارغة والانفجار حدث في مقدِّمة السيارة، واستدلًّت النيابةُ ببعض العبارات المنشورة على صفحتها على فيس بوك.
وبعد مداولات ونقاشات داخل المحاكم الإسرائيلية حُكم عليها بالسَّجن مدَّة 11 عامًا، وغرامة مالية مقدارها 50 ألف شيكل، وكانت المداولات قبل الحُكم قد استمرَّت عامًا، وصدر الحكم في 7 أكتوبر 2016. وسحب الاحتلال بطاقة التأمين الصحِّي منها، ومنع عنها زيارة ذويها عدَّة مرات، وفي إحداها منع ابنها من زيارتها.
تم تحريها بصفقة لتبادل الاسرى بتاريخ 25/11/2023

## عائلتها
يعيش ابنها الوحيد معتصم مع جدته وخالاته في مدينة القدس.

## المطالبة بالإفراج عنها
انطلقت يوم الثلاثاء 2 يناير 2018 حملةُ تدوين بلغات مختلفة للمطالبة بإطلاق سراح الأسيرة الجريحة إسراء جعابيص وعلاجها. ودعا إلى الحملة نشطاءُ ومهتمون بقضية الأسرى الفلسطينيين؛ لتسليط الضوء على معاناة الأسيرة جعابيص، وإنشاء حالة ضغط من أجل الإفراج عنها من سجون السلطات الإسرائيلية. وتصدَّرت الحملةَ الدولية للتضامن مع الأسيرة إسراء جعابيص 2021 المؤسسةُ الدولية للتضامن مع الأسرى "تضامن"، معلنةً أنها بحاجة إلى ثماني عمليات عاجلة في عينيها ووجهها ولفصل أذنيها الملتصقتين برأسها، ولعلاج إصابات بالغة في يديها، إضافة إلى ما تعانيه من ارتفاع درجات الحرارة دائمًا، ويحتاج علاجها إلى سنوات من التأهيل الجسدي والنفسي. وبسبب تأكُّل معظم أصابعها نتيجة الحريق والإصابة، لا تستطيع إسراء تناول الطعام ولا القيام بأدنى مهام المعيشة اليومية.
تم اطلاق سراح المختطفة اسراء جعابيص 25 نوفمبر 2023 ضمن اتفاقية تبادل الأسري بين المقاومة الإسلامية الفلسطينية بغزة وقوات الاحتلال الاسرائيلي وذلك بعد أحداث 7اكتوبر 2023 والتي كانت حركة مقاومة تسعى لكسر الحصار وبعد تكبد الطرف الاسرائيلي الكثير من الخسائر العسكرية وتكبد طرف المقاومة خسائر مدنية . إلا أن قوات الاحتلال قد وافقت علي صفقة تبادل الأسري بعد تكبدها خسائر فادحة علي يد المقاومة. كما وافقت قوات الاحتلال علي الصفقة التي كانت ترفضها ولو وافقت عليها ما كانت لتصل نسبة الشهداء الفلسطينيين الي هذا العدد.

## الإفراج من الأسر
وفي 25 نوفمبر 2023 تم الإفراج عن إسراء جعابيص ضمن صفقة تبادل للأسرى بين إسرائيل والمقاومة الإسلامية بغزة (حماس).